# Parti populaire saxon
Le Parti populaire saxon (Sächsische Volkspartei en allemand) est un parti politique allemand libéral, démocrate orienté à gauche et influencé par le socialisme. Il existe de 1866 à 1869, du temps de la Confédération de l'Allemagne du Nord. Le Parti ouvrier social-démocrate (SDAP) lui succède.
Le Parti populaire saxon est fondé le 19 août 1866 à Chemnitz par Wilhelm Liebknecht et August Bebel entre autres. Il est issu du rapprochement entre les libéraux anti-prussiens aux origines bourgeoises et les membres des associations de formation ouvrière (de) socialistes dans le Royaume de Saxe. C'est un des partis précurseurs du Parti social-démocrate d'Allemagne.
Le programme politique du parti prévoit de « combattre coûte que coûte tous les ennemis de la liberté et de l'unité allemande ». Il réclame le droit pour « le peuple allemand à l'autodétermination » et ce sans barrière, le « confort pour tous » et « la libération du travail et des ouvriers de toute pression et de toute entrave ».

## Histoire

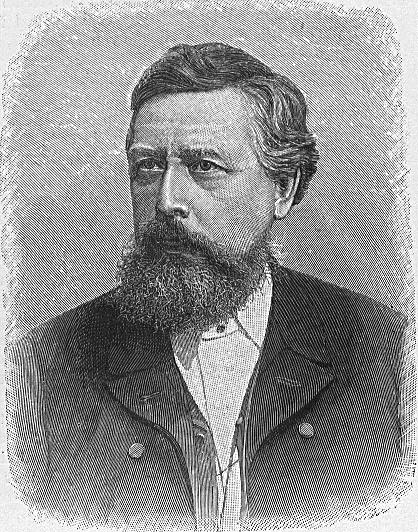
Wilhelm Liebknecht

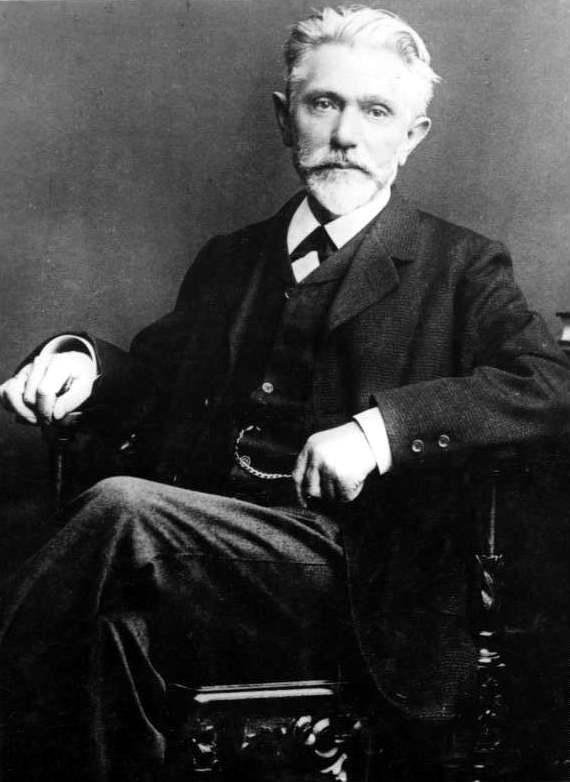
August Bebel

Au lendemain de la victoire prussienne sur l'Autriche et de la fondation de la confédération de l'Allemagne du Nord, le parti est une alliance d'intérêt entre les démocrates, dit radicaux en allemand, les marxistes et les bourgeois afin de lutter contre l'hégémonie prussienne dans le nouvel ensemble. Cet objectif est également partagé par le Parti populaire allemand dans le sud de l'Allemagne qui est issu d'une scission du Parti progressiste allemand. Le Parti populaire saxon a ceci de différent qu'il a une composante socialiste ce qui n'est pas le cas du parti du sud. Les intérêts des ouvriers ont donc beaucoup plus d'écho dans le parti saxon.
À la différence de l'Association générale des travailleurs allemands (ADAV), le parti social-démocrate en Prusse, le parti populaire saxon est favorable à la solution grande-allemande, c'est-à-dire à une unité allemande englobant l'Empire autrichien, solution nettement plus fédéraliste que la solution petite-allemande, sous domination prussienne, qui l'emporte finalement en 1871.
La fondation de la confédération de l'Allemagne du Nord est clairement un premier pas du chancelier Otto von Bismarck vers la mise en place de la solution petite allemande. Aux yeux du parti populaire saxon la politique du chancelier est à la fois anti-démocratique, réactionnaire, militariste et tend à la formation d'un État policier. Aux élections d'août 1867, le parti gagne 3 mandats : Reinhold Schraps (de), Wilhelm Liebknecht et August Bebel sont élus. Le premier est plutôt libéral, les deux autres représentent l'aile socialo-marxiste du parti. Au Reichstag (Confédération de l'Allemagne du Nord) ils siègent avec le parti populaire allemand dans l'opposition au gouvernement prussien. Toutefois le parti s'avère être faible, les liens unissant ses différentes ailes sont trop ténues afin de leur donner la capacité d'imposer leur vision de l'unité allemande. Par ailleurs la question de la politique sociale et des intérêts ouvriers gagnent du terrain dans le parti. En conséquence, l'aile droite du parti fait scission.

## Fin du parti et évolution vers le SPD
Le 7 août 1869 le Sozialdemokratische Arbeiterpartei (SDAP) est fondé à Eisenach succédant au parti populaire saxon. Bebel et Liebknecht en sont également les meneurs.
Après la victoire de l'Allemagne sur la France et la fondation de l'Empire allemand, les divergences entre l'ADAV et le SDAP s'estompent ce qui conduit en 1875 à la fusion des deux entités dans le Sozialistischen Arbeiterpartei Deutschlands (SAP) à Gotha. Finalement, avec l'abrogation des lois antisocialistes en 1890, le parti est renommé Parti social-démocrate d'Allemagne (SPD), qui existe encore de nos jours.